# Виннинген (Унтермозель)
Виннинген  — город в федеральной земле Рейнланд-Пфальц, Германия, расположенный в районе Майен-Кобленц. Находится на левом берегу Рейна, вблизи города Кобленц, в горной долине Мозеля (Унтермозель), известной своими виноградниками и виноделием.

## История
История Виннингенса уходит корнями в римскую эпоху, когда район был заселен и использовался для выращивания винограда. Благодаря своему выгодному расположению на пересечении речных путей, поселение играло важную роль в торговле вином и другими товарами. За века город пережил влияние различных правителей, включая архиепископов Трира, а затем был частью герцогств и королевств в пределах Германии.
Несмотря на войны и политические изменения, Виннинген сохранил свою традиционную экономику, ориентированную на виноделие, а также архитектурное наследие, включая старинные дома и винные подвалы.

## География и климат
Город расположен на крутых склонах долины реки Мозель, где виноградники занимают большую часть плодородных склонов. Регион характеризуется умеренным континентальным климатом с мягкими зимами и теплыми, солнечными летами, что создает оптимальные условия для выращивания винограда.

## Экономика и виноделие
Виннинген считается одним из важных центров виноделия в регионе Мозель, известном своими виноградниками для выращивания сортов винограда, таких как Рислинг. Винодельческие хозяйства здесь создают вина с характерной свежестью и минеральностью, что ценится как в Германии, так и за ее пределами.
Экономика города опирается преимущественно на виноделие и туризм, связанных с винной культурой и живописной природой. В городе регулярно проводятся фестивали вина, привлекающие туристов и специалистов отрасли.

## Культура и туризм
Виннинген привлекает туристов своей живописной архитектурой, представленой традиционными немецкими домами с деревянным каркасом, уютными винными погребами и привлекательными прогулочными маршрутами вдоль реки Мозель. Любители истории могут посетить музеи и сохранить культурное наследие города.
Местные фестивали вина, гастрономические мероприятия и прогулки по виноградникам делают Виннинген популярным направлением для ценителей винного туризма.

## Транспорт
Город хорошо связан автодорогами с Кобленцем и другими пунктами региона. Ближайший крупный железнодорожный узел находится в Кобленце, что облегчает доступ туристам и торговые связи.